# Мезонихии
Мезони́хии (лат. Mesonychia) — вымерший отряд млекопитающих, одни из немногих хищников среди наземных копытных (наряду с энтелодонтами и эндрюсархами). Наиболее известными представителями являются мезоникс, а также гарпаголест и пахиена.

## Систематическое положение
Изучение мезонихий началось в 1872 году, когда Э. Копом был описан род мезоникс (Mesonyx) — первый из родов, включаемых в состав данного таксона. 
Долгое время мезонихии рассматривались как семейство (выделено Копом в 1875 году) в составе креодонтов (обычно считавшихся в конце XIX — 1-й половине XX века подотрядом отряда хищных — Carnivora), причём в 1910 году Г. Осборн вынес мезонихий в отдельное надсемейство Mesonychoidea. В 1966 году по предложению Л. Ван Валена это надсемейство было отнесено к кондиляртрам. В конце XX века палеонтологи (например, Р. Кэрролл в 1988 году) стали рассматривать мезонихий как самостоятельный отряд; наиболее распространённое его название — Mesonychia, но встречается также и название Acreodi Matthew, 1909 (иногда последняя группа имеет тот же объём, иногда включает также китообразных).
Согласно современным представлениям (М. Сполдинг, М. О’Лири и Дж. Гейтси, 2009), мезонихии, скорее всего, входят в стволовую группу клады Artiodactylamorpha. Тем не менее, есть данные в пользу их вхождения в группировку Cetaceamorpha, представленную в современной фауне китообразными. В этом случае парнокопытные и китообразные оказываются сестринскими таксонами, что не согласуется с молекулярными данными, по которым китообразные развивались внутри парнокопытных (китопарнокопытных).

## Классификация
Отряд подразделяется на три семейства:
- Triisodontidae (роды Eoconodon, Goniacodon, Stelocyon, Triisodon)
- Hapalodectidae (роды Hapalodectes, Hapalorestes, Honanodon, Lohoodon, Metahapalodectes)
- Mesonychidae (роды Ankalagon, Dissacus, Guilestes, Harpagolestes, Hessolestes, Hukoutherium, Jiangxia, Mesonyx, Mongolestes, Mongolonyx, Pachyaena, Sinonyx, Synoplotherium, Yangtanglestes)

## Эволюционное развитие

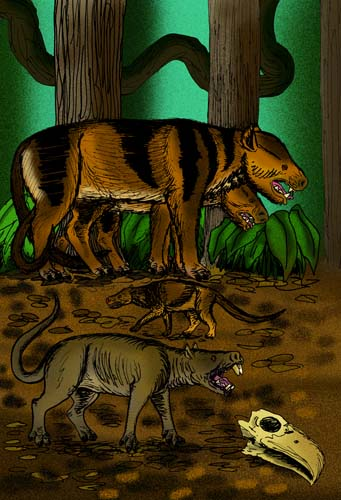
Сверху вниз: пара Ankalagon saurognathus в сравнении с Dissacus и Triisodon
(любительская реконструкция)

Мезонихии появились в раннем палеоцене в Азии. Наиболее древние их представители относятся к роду янтанглест (Yangtanglestes) (ранний — средний палеоцен Китая).
Начиная со среднего палеоцена роды Dissacus и анкалагон (Ankalagon) распространились на другие континенты. Первый был размером с шакала (длина его черепа приближалась к 20 см) и встречался по всему Северному полушарию. Второй обитал в Северной Америке, был значительно крупнее, его череп был сопоставим с черепом медведя. Тем не менее, черепа этих животных были сверхпропорционально большими по отношению к общей величине тела.
В палеоцене существовали все три семейства мезонихий: триизодонтиды (Triisodontidae), мезонихиды (Mesonychidae) и гапалодектиды (Hapalodectidae). Первые два вместе относились к основным хищникам на заре млекопитающих в начале третичного периода, а представители родов эоконодон (Eoconodon) и триизодон (Triisodon) были самыми крупными млекопитающими своего времени.
Типичными эоценовыми представителями мезонихий были роды мезоникс (Mesonyx) и гарпаголест (Harpagolestes). Первый из них размером и пропорциями своего тела напоминал волка и вёл, возможно, аналогичный образ жизни. Его конечности были приспособлены для бега. 
Мезонихии стали сдавать свои позиции к концу эоцена. Последний известный из них — монголест (Mongolestes) — обитал в раннем олигоцене и страдал от тяжёлой конкуренции с крупными гиенодонами.

## Внешний вид
Мезонихии пропорциями своего тела напоминали волков или медведей с крупными вытянутыми головами. На лапах были не когти, как у современных хищников, а копыта, причём терминальные фаланги конечностей были — как и у кондиляртр — глубоко расщеплены продольной щелью. Ранние виды (например, Dissacus) были ещё пятипалыми и ступали всем периметром копыта, более поздние — четырёхпалыми и ступали только передними частями копыта.

## Особенности строения
Полость головного мозга имела относительно небольшие размеры. При этом височное отверстие было широким, а сагиттальный гребень был достаточно высок (эти признаки в совокупности с низким положением нижнечелюстного мыщелка свидетельствуют об усилении височной мышцы и наличии мощного укуса).
Зубная формула — полная (или почти полная: уменьшен или может отсутствовать третий верхний моляр). Резцы плотно сближены, причём они лежат почти поперёк длинной оси черепа. Клыки очень крупные; моляры одного ряда приблизительно равны по величине, а специализированные хищнические зубы отсутствуют. У большинства видов зубы массивные, имеют тупые бугры (острые бугры встречаются лишь у немногих мелких мезонихий) и общим своим обликом напоминают зубы гиеновых; это свидетельствует о всеядности или питании падалью. Другие виды предположительно были всеядными, напоминая по облику и поведению медвежьих.
Верхние моляры — треугольные, с тремя массивными тупыми буграми. Эволюция зубной системы мезонихий сопровождалась сильным сжатием с боков нижних моляров, которые приобретали при этом форму острых пластин и напоминали по внешнему виду премоляры (таким образом, если у прочих копытных наблюдалась тенденция к моляризации премоляров, то у мезонихий, напротив, происходила премоляризация моляров). При этом самым крупным из бугров стал протоконид, параконид стал более низким и занял позицию впереди протоконида, метаконид у нижних моляров редуцировался или исчез вовсе. Талонид остался низким, большей частью узким, утратив гипоконулид и энтоконид. Режущее действие моляров осуществлялось скольжением боковых поверхности нижних коренных зубов по медиальной поверхности буккальных бугров верхних, причём вершина нижних моляров давила на эту поверхность латеральнее протокона. Как верхние, так и нижние моляры имеют у мезонихий «хищнические выемки» (которые у современных хищных используются для удерживания мяса, отрываемого от костей), однако развиты эти выемки слабо.
Особенно узкими нижние моляры были у мелкого гапалодекта (Hapalodectes) (известен из позднего палеоцена и раннего эоцена); у верхних моляров гапалодекта боковая часть образовывала такую же узкую режущую кромку, но средняя часть отличалась присутствием крупного гипокона. Интересно, что по форме и строению своего черепа гапалодект был весьма близок к ранним китообразным (также известны с раннего эоцена); вообще же черепа раннеэоценовых китообразных из семейства Protocetidae имеют строение, промежуточное между мезонихиями и позднеэоценовыми китами.
Конечности у мезонихий — пальцеходящие, пятипалые или четырёхпалые (первый палец укорочен или отсутствует). Пальцы тесно сближены, третий и четвёртый длиннее других. Терминальные фаланги широкие, копытообразные. Астрагал со сравнительно глубоким блоком.

## Образ жизни
В начале палеоцена среди млекопитающих не было крупных хищников; мезонихии заняли эту экологическую нишу и играли роль крупных хищников в течение первой половины кайнозоя (позднее уступив её креодонтам и хищным).